# 上揚唱片
上揚唱片，成立於1967年之台灣知名唱片製作公司，總公司位於台北市中山區中山北路二段77巷11號二樓, 門市部位於台北市中山區中山北路二段77-4號。由林敏三先生與張碧女士成立創辦，本為代理歐美古典音樂行銷台灣的仲介代理商，後則嘗試於台灣製作中國管絃樂樂曲，並行銷世界各國，期間亦嘗試各樣式流行歌曲行銷。

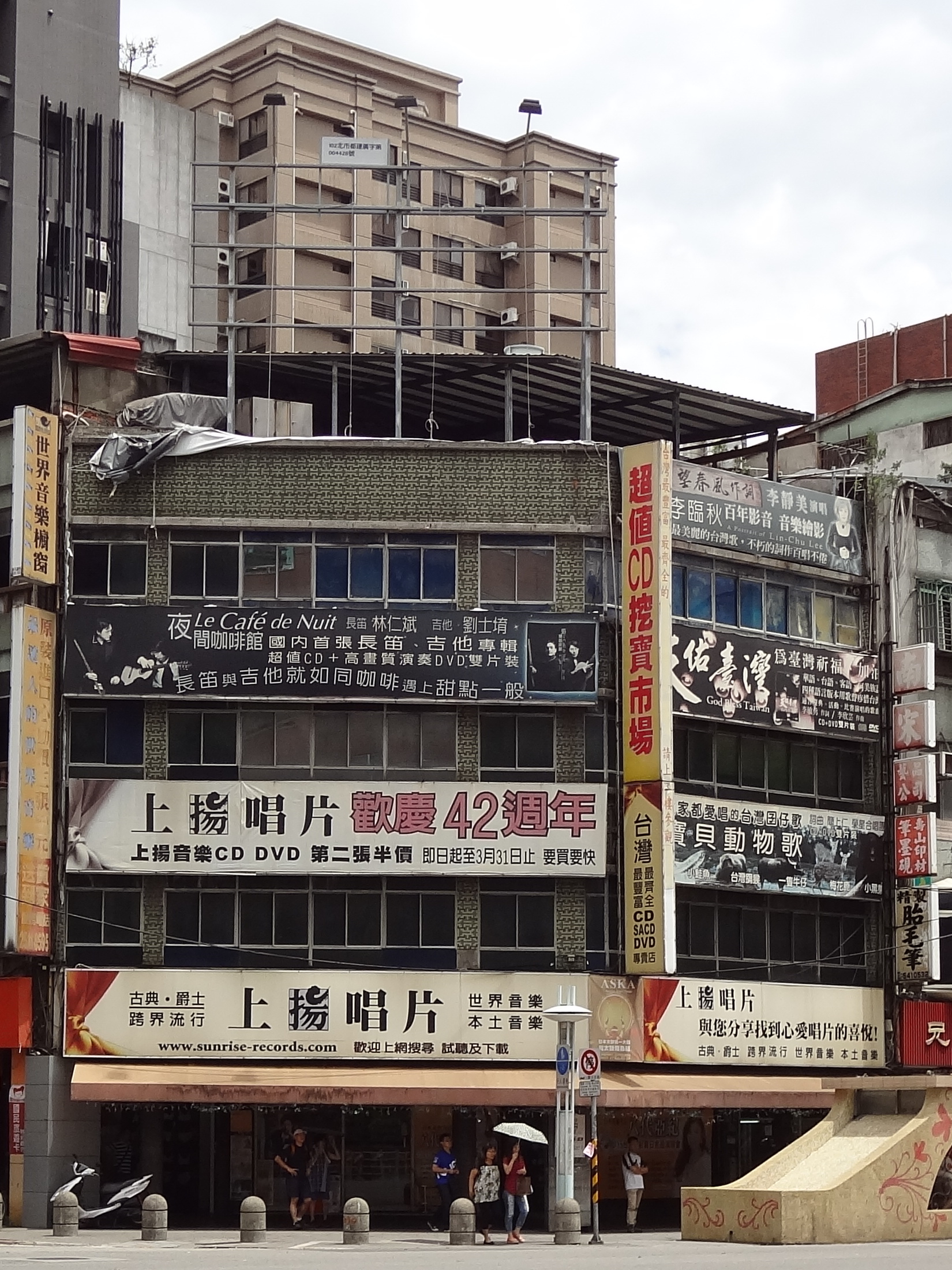
上揚唱片總部

製作與台灣相關的古典樂曲或古典樂曲相伴奏的台灣民謠，是上揚唱片的特色。上揚唱片發行過的相關音樂均有其代表性，例如：馬水龍的《廖添丁管絃樂組曲》、《梆笛協奏曲》；江文也的《臺灣舞曲》；張清郎、李靜美、紀露霞等人翻唱的台灣1930年代流行歌如《杯底不可飼金魚》、《望春風》、《月夜愁》、《桃花泣血記》、《一隻鳥仔哮啾啾》、《孤戀花》、《秋風夜雨》等。

## 外部連結
- 上揚唱片官網 （页面存档备份，存于）
- 上揚唱片的Facebook專頁
- 上揚唱片露天拍賣(Ruten)網店
- 上揚唱片蝦皮商城(Shopee)網店